# Václav Svěrkoš
Václav Svěrkoš (pron. ˈva:tslaf ˈsfjɛrkoʃ; Třinec, 1º novembre 1983) è un ex calciatore ceco, di ruolo attaccante.

## Carriera

### Club
Inizia la sua carriera nelle giovanili del VP Frýdek-Místek e a 14 anni si trasferisce nelle giovanili del Baník Ostrava, debuttando già nella Nazionale ceca under-15. Pur potendo ancora giocare nella squadra Under-19 del Baník, debutta con la prima squadra in Gambrinus Liga, la massima divisione del calcio ceco. Le prestazioni ottenute con il club (14 reti in 26 partite) e con la Nazionale Under-21 attirano l'attenzione del Borussia Mönchengladbach, che nel 2003 lo acquista.
Sotto la guida di Ewald Lienen, Svěrkoš disputa nella stagione 2003-2004 31 partite, andando a segno 9 volte. La sua migliore prestazione risulta essere una tripletta segnata contro lo Stoccarda durante un sedicesimo di finale di Coppa di Germania. Nella stagione successiva il Borussia evita la retrocessione per un punto: il giovane segna altri sette gol e si guadagna la fascia di capitano della Nazionale giovanile. La sua terza stagione a Mönchengladbach, complici problemi familiari e un cattivo stato di forma, si rivela negativa e a dicembre 2005 viene ceduto in prestito all'Hertha Berlino.
Con lo Hertha però non recupera il precedente stato di forma, e a fine campionato ritorna al Borussia. Nel 2007 viene quindi ceduto al Austria Vienna dove vince una Coppa d'Austria; pochi mesi dopo ritorna al Baník Ostrava, squadra nella quale era cresciuto.
Nel gennaio 2009 si trasferisce nella Ligue 1 francese, al Sochaux.
Nel gennaio 2011 passa al Panionios in prestito, con diritto di riscatto a favore dei greci.

### Nazionale
Convocato dal CT della Rep. Ceca Karel Brückner per il campionato d'Europa 2008 in Austria e Svizzera, segna al debutto assoluto con la maglia della sua Nazionale il gol della vittoria nella gara inaugurale della competizione, contro la Svizzera padrona di casa. Al termine dell'incontro per le qualificazioni ai mondiali sudafricani, perso contro la Slovacchia, viene visto smaltire la sconfitta in compagnia di alcune ragazze assieme ad alcuni compagni di squadra.

## Palmarès

### Club

#### Competizioni nazionali
- Coppa d'Austria: 1

Austria Vienna: 2006-2007

## Statistiche

### Cronologia presenze e reti in nazionale
| Cronologia completa delle presenze e delle reti in nazionale ― Rep. Ceca | Cronologia completa delle presenze e delle reti in nazionale ― Rep. Ceca | Cronologia completa delle presenze e delle reti in nazionale ― Rep. Ceca | Cronologia completa delle presenze e delle reti in nazionale ― Rep. Ceca | Cronologia completa delle presenze e delle reti in nazionale ― Rep. Ceca | Cronologia completa delle presenze e delle reti in nazionale ― Rep. Ceca | Cronologia completa delle presenze e delle reti in nazionale ― Rep. Ceca | Cronologia completa delle presenze e delle reti in nazionale ― Rep. Ceca |
| Data                                                                     | Città                                                                    | In casa                                                                  | Risultato                                                                | Ospiti                                                                   | Competizione                                                             | Reti                                                                     | Note                                                                     |
| ------------------------------------------------------------------------ | ------------------------------------------------------------------------ | ------------------------------------------------------------------------ | ------------------------------------------------------------------------ | ------------------------------------------------------------------------ | ------------------------------------------------------------------------ | ------------------------------------------------------------------------ | ------------------------------------------------------------------------ |
| 27-5-2008                                                                | Praga                                                                    | Rep. Ceca                                                                | 2 – 0                                                                    | Lituania                                                                 | Amichevole                                                               | -                                                                        | 46’                                                                      |
| 30-5-2008                                                                | Teplice                                                                  | Rep. Ceca                                                                | 3 – 1                                                                    | Scozia                                                                   | Amichevole                                                               | -                                                                        | 46’                                                                      |
| 7-6-2008                                                                 | Basilea                                                                  | Svizzera                                                                 | 0 – 1                                                                    | Rep. Ceca                                                                | Euro 2008 - 1º turno                                                     | 1                                                                        | 56’                                                                      |
| 20-8-2008                                                                | Londra                                                                   | Inghilterra                                                              | 2 – 2                                                                    | Rep. Ceca                                                                | Amichevole                                                               | -                                                                        | 46’                                                                      |
| 11-10-2008                                                               | Chorzów                                                                  | Polonia                                                                  | 2 – 1                                                                    | Rep. Ceca                                                                | Qual. Mondiali 2010                                                      | -                                                                        | 81’                                                                      |
| 15-10-2008                                                               | Teplice                                                                  | Rep. Ceca                                                                | 1 – 0                                                                    | Slovenia                                                                 | Qual. Mondiali 2010                                                      | -                                                                        | 81’                                                                      |
| 28-3-2009                                                                | Maribor                                                                  | Slovenia                                                                 | 0 – 0                                                                    | Rep. Ceca                                                                | Qual. Mondiali 2010                                                      | -                                                                        | 79’                                                                      |
| 12-8-2009                                                                | Teplice                                                                  | Rep. Ceca                                                                | 3 – 1                                                                    | Belgio                                                                   | Amichevole                                                               | -                                                                        | 65’                                                                      |
| 5-9-2009                                                                 | Bratislava                                                               | Slovacchia                                                               | 2 – 2                                                                    | Rep. Ceca                                                                | Qual. Mondiali 2010                                                      | -                                                                        | 83’                                                                      |
| 9-9-2009                                                                 | Uherské Hradiště                                                         | Rep. Ceca                                                                | 7 – 0                                                                    | San Marino                                                               | Qual. Mondiali 2010                                                      | 2                                                                        |                                                                          |
| 3-3-2010                                                                 | Glasgow                                                                  | Scozia                                                                   | 1 – 0                                                                    | Rep. Ceca                                                                | Amichevole                                                               | -                                                                        | 67’                                                                      |
| Totale                                                                   |                                                                          | Presenze                                                                 | 11                                                                       |                                                                          | Reti                                                                     | 3                                                                        |                                                                          |